# Mauro dos Santos
Mauro Javier dos Santos (Lomas de Zamora, 7 de julho de 1989) é um futebolista profissional argentino que atua como zagueiro no Leganés

## Carreira
Mauro dos Santos começou a carreira no CA Banfield.